# Gebelim
Gebelim é uma povoação portuguesa do Município de Alfândega da Fé que foi sede da extinta Freguesia de Gebelim, freguesia que tinha 17,25 km² de área e 190 habitantes (2011), e, portanto, uma densidade populacional de 11 hab./km².
A Freguesia de Gebelim foi extinta (agregada) em 2013, no âmbito de uma reforma administrativa nacional, tendo sido agregada à freguesia de Soeima, para formar uma nova freguesia denominada União das Freguesias de Gebelim e Soeima da qual é sede.

## Etimologia
Gebelim poderá ser de origem latina, de Gêba ("Mãe Velha" / "Corcunda"), do latim gibba ("curvada"), a par dos sufixos "-al", indicando relação, e "-ina", diminutivo (ficando portanto, "da mãezinha velha" / "da curvadinha").
Outra possibilidade é vir do germânico Giban (em português, "dar"). O -im viria então de -eins que designa a proveniência ou a propriedade.
Ainda outra hipótese é provir do árabe:
- Seja de djabalain (em árabe, جبلين, "duas montanhas"), em referência aos montes vizinhos.[6][7]
- Ou da própria palavra djabalī (por via de hinzīr djabalī, em árabe خِنْزِير جَبَلِيّ ("porco-montanhês"), da qual derivamos javali e semelhantes cognatos ibéricos).[fonte confiável?]

## População
| População da freguesia de Gebelim (1864 – 2011) | População da freguesia de Gebelim (1864 – 2011) | População da freguesia de Gebelim (1864 – 2011) | População da freguesia de Gebelim (1864 – 2011) | População da freguesia de Gebelim (1864 – 2011) | População da freguesia de Gebelim (1864 – 2011) | População da freguesia de Gebelim (1864 – 2011) | População da freguesia de Gebelim (1864 – 2011) | População da freguesia de Gebelim (1864 – 2011) | População da freguesia de Gebelim (1864 – 2011) | População da freguesia de Gebelim (1864 – 2011) | População da freguesia de Gebelim (1864 – 2011) | População da freguesia de Gebelim (1864 – 2011) | População da freguesia de Gebelim (1864 – 2011) | População da freguesia de Gebelim (1864 – 2011) |
| ----------------------------------------------- | ----------------------------------------------- | ----------------------------------------------- | ----------------------------------------------- | ----------------------------------------------- | ----------------------------------------------- | ----------------------------------------------- | ----------------------------------------------- | ----------------------------------------------- | ----------------------------------------------- | ----------------------------------------------- | ----------------------------------------------- | ----------------------------------------------- | ----------------------------------------------- | ----------------------------------------------- |
| 1864                                            | 1878                                            | 1890                                            | 1900                                            | 1911                                            | 1920                                            | 1930                                            | 1940                                            | 1950                                            | 1960                                            | 1970                                            | 1981                                            | 1991                                            | 2001                                            | 2011                                            |
| 538                                             | 437                                             | 454                                             | 482                                             | 539                                             | 537                                             | 421                                             | 621                                             | 588                                             | 509                                             | 439                                             | 355                                             | 324                                             | 259                                             | 190                                             |

## Património
- Capela de São Bernardino